# Cachina

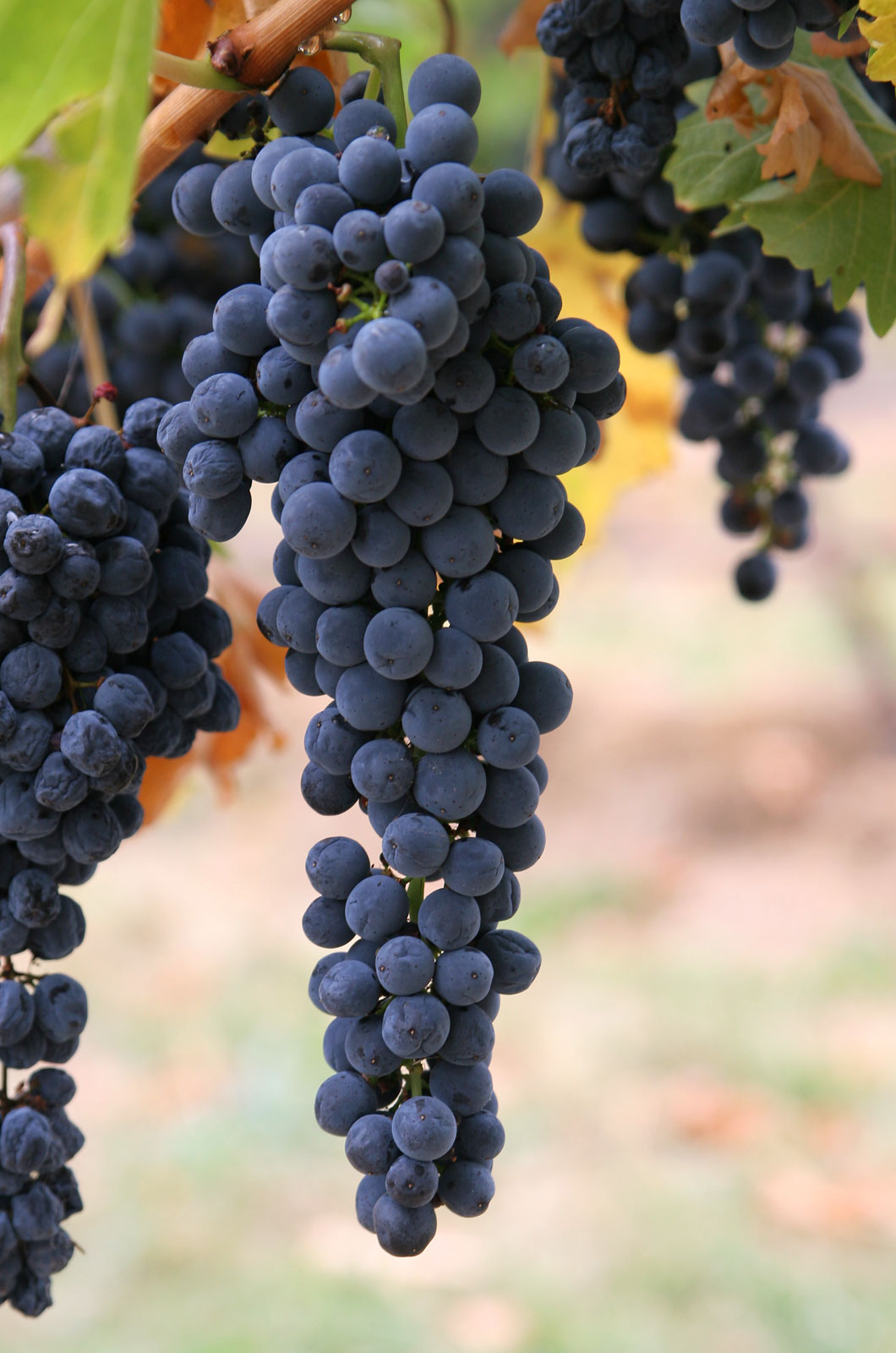
Uvas de vinho.

A cachina (do quechua kachinaq, desabrido, insulso) é uma bebida popular peruana de mosto. É própria dos vales vitivinícolas de Má, Cañete, Chincha, Pisco e Ica. 

## Preparação
Sua preparação consiste em exprimir as uvas ao máximo para extrair-lhes todo seu suco. Depois disto se envasa tradicionalmente em toneles grandes e se mantém ali durante um período muito curto de tempo, entre 7 e 15 dias. A cachina pode ser colada ou não, e a cada variedade pode ser doce ou seca.